# Віренка (річка)
Віренка — річка у Ів'євському районі, Гродненська область, Білорусь. Права притока річки Чапуньки (басейн Німану).

## Опис
Довжина річки 17 км, похил річки 1 м/км , площа басейну водозбору 75 км² . Формується багатьма безіменними струмками. Річище на всьому протязі каналізоване.

## Розташування
Бере початок біля села Гурщизна. Тече переважно на південний схід через село Доневічи та біля села Лежневічи впадає у річку Чапуньку, праву притоку Березини.